# Rupture de la Cucca
La rupture de la Cucca (en italien Rotta della Cucca, dite aussi crue de l'Adige de 589) est une des nombreuses ruptures des remblais fluviaux, causant de dévastatrices inondations et transformant de vastes territoires en zones humides. Cette rupture des berges de l'Adige s'est produite le 17 octobre 589 au niveau de la cité de Cucca, à 33 km de Vérone.

## Légende véronaise
Cette crue a abouti à une déviation du lit de l'Adige de l'est vers l'ouest en investissant le territoire au sud de Zevio : elle s'élargit vers l'est sur les territoires de Cologna Veneta et vers l'ouest sur ceux d'Oppeano, affectant non seulement les zones basses du Véronais, mais aussi les zones riveraines de Vicence, de Padoue, de Mantoue et tout le Polésine.
Il a longtemps été dit que cet évènement aurait bouleversé les cours de tous les fleuves se jetant dans la lagune de Venise mais en fait, les modifications hydrologiques des principaux fleuves de Vénétie avaient commencé avant la crue de par les variations climatiques au haut Moyen Âge et se sont poursuivies après, causées de plus en plus par les travaux de l’homme.
Ce bouleversement ne reçut le nom de rupture de la Cucca qu’en 1500, soit près d'un millénaire après l’évènement, pour la première fois dans l’histoire par Silvestri en 1736, et récemment analysé par Enrico Zerbinati en 1990.   

### Témoignages de l’époque
Les deux principales sources littéraires sur le « déluge » en Italie du Nord sont :
- Celle de Paul Diacre (720-799), qui, un siècle plus tard, reprend et amplifie une chronique contemporaine des faits connue comme la succinta de Longobardorum gestis historiola de Secondo di Trento (Secondo di Non ou Secondino), moine bénédictin qui vécut à l'époque de la catastrophe (mort en 612).
- Celle du pape Grégoire Ier contemporain des faits et mort en 604 ; ce dernier mentionne la crue de l’Adige à Vérone, mais ne parle pas de la déviation du cours du fleuve ni d’une rupture de berges dans la localité de Cucca.

## Analyse de la situation

### Situation géopolitique
- La crue de l'Adige survint pendant les invasions barbares, en pleine décadence de la vie civile et des connaissances techniques romaines. Elle n'est que l'un des bouleversements hydro-géologiques de l'époque : fonte des glaciers alpins, crues fluviales, érosion des sols et dépôts alluvionnaires massifs, d'origine climatique naturelle mais accentués par l’arrêt de l’entretien des berges et de la centuriation romaine[2].
- Fin de la civilisation romaine et invasion des Goths et des Lombards venus du Nord et repoussant vers le Sud les Italo-byzantins.
- L'année 589 correspond aux affrontements entre l’Italie byzantine et le Royaume lombard dans la région drainée par les fleuves Adige, Mincio, Brenta, Sile et Piave. Ces affrontements s’accompagnent d’inondations causées d'abord par les Goths puis par les Lombards, qui rompirent les remblais ou ne les comblèrent point, pour empêcher les Italo-byzantins de reprendre du terrain[3]

### Études et recherches sur la rupture
- Une rupture normale correspond à l’ouverture d’une brèche dans les berges du fleuve sous la pression des eaux de crue, avec envahissement consécutif non confiné de la plaine alluvionnaire. Dans chaque cas, une rupture conduit à la formation d’une nouvelle dérivation, comme dans le cas de la rupture de  Ficarolo (1252), mais dans d'autres cas il ne forme pas de dérivation et le fleuve conserve le même lit ; généralement la rupture a une durée relativement brève, étant donné que la brèche tend à s’obstruer après que soit passé le pic de crue (tels qu’à Legnago en 1884 ou à Occhiobello en 1951).
- Les études les plus récentes, sur la rupture de la Cucca (589) sont fondées sur analyses et interprétations des sources du haut Moyen Âge qui traitaient d’évènements de l’époque[4], apportant une série presque exhaustive de glissements de terrain enregistrés durant cette période. L'auteur analyse d'abord les dommages causés par les désastreuses inondations de novembre 589 apr. J.-C. à Vérone et Rome, et au travers des dommages relativement mineurs transmis par les sources et décrit ensuite les résultats d'autres inondations locales qui ont eu lieu à la fin de ces années anormalement pluvieuses.
- À la suite de fouilles archéologiques, les relevés stratigraphiques effectués ces dernières années dans la zone incriminée, à proximité de l’antique parcours de l’Adige entre Montagnana et Este, ont permis d’évaluer que sa déviation en direction de Legnago, semble avoir correspondu à un phénomène graduel et non subit, réduisant ainsi l’évènement de cette rupture à des dimensions plus normales, comme en témoignent les étendues alluvionnaires sur les bandes latérales au cours de l’Adige de Montagnana-Este, toutes formées à l’époque romaine[5]

## Sources et références
1. ↑  Lorenzo Casazza, Mutamenti insediativi e sfruttamento del suolo nel Polesine meridionale dalla tarda antichità al mille e Camillo Corrain, « Il territorio polesano fino al '400. Le bonifiche estensi nel XV secolo » in La bonifica tra Canalbianco e Po, p. 57-70-Minelliana.
2. ↑  A. Veggiani, « L’uomo e le vicende della natura » in Storia di Cesena III, La dominazione pontificale, Rimini 1969, p.520.
3. ↑  Carlo Guido Mor, in Verona ed il suo territorio, vol. II, Vérone 1964, p. 61.
4. ↑  M. Calzolari, Alluvioni e dissesti idrogeologici in Italia settentrionale nel VI e VII sec. d. C., 1996.
5. ↑  Giovanni Leopardi e Silvia Rossi : Archeologia e idrografia del Veronese a cent’anni dalla deviazione del fiume Guà (1904-2004).